# リカルド・カスティーリョ
リカルド・カスティーリョ（Ricardo Castillo、1894年10月1日 - 1966年5月25日）は、グアテマラの作曲家。
ケツァルテナンゴ出身。1906年から1922年までパリで生活し、オーギュスタン・ルフォールにヴァイオリンを、ポール・ヴィダルに和声と作曲を学んだ。1922年にグアテマラに戻った後、1960年まで国立音楽院で音楽史・和声・作曲・対位法・管弦楽法を教えた。作曲家として先住民族の遺産を評価し、マヤ文明の神話を題材に多く取った。作風はフランス風の印象主義音楽と新古典主義音楽が特徴である。

## 作品
- 交響詩「乙女イシュキック」（1944）
- 狂詩曲「ティカルの石碑」（1945）
- 舞台音楽「キチェ・アチ」（1947）
- バレエ「パール・カバー」（1950-56）
- 束の間の彫塑（1963）
- 抽象（1965）
- シンフォニエッタ

## 文献
- Dieter Lehnhoff, Creación musical en Guatemala.  Guatemala: Universidad Rafael Landívar y Fundación G&T Continental, Editorial Galería Guatemala, 2005. ISBN 99922-704-7-0